# 欧里蒙
欧里蒙（法語：Aurimont，法語發音：[oʁimɔ̃]）是法国热尔省的一个市镇，属于欧什区。

## 地理
欧里蒙（43°34'24"N, 0°49'15"E）面积8.07 平方千米，位于法国奧克西塔尼大區热尔省，该省份为法国西南部内陆省份，北起顺时针与洛特-加龙省、塔恩-加龙省、上加龙省、上比利牛斯省、大西洋比利牛斯省和朗德省接壤。
与欧里蒙接壤的市镇（或旧市镇、城区）包括：圣卡普赖、贝代尚、蒙蒂龙、波拉斯特龙、圣安德烈、蒂朗蓬泰雅克。

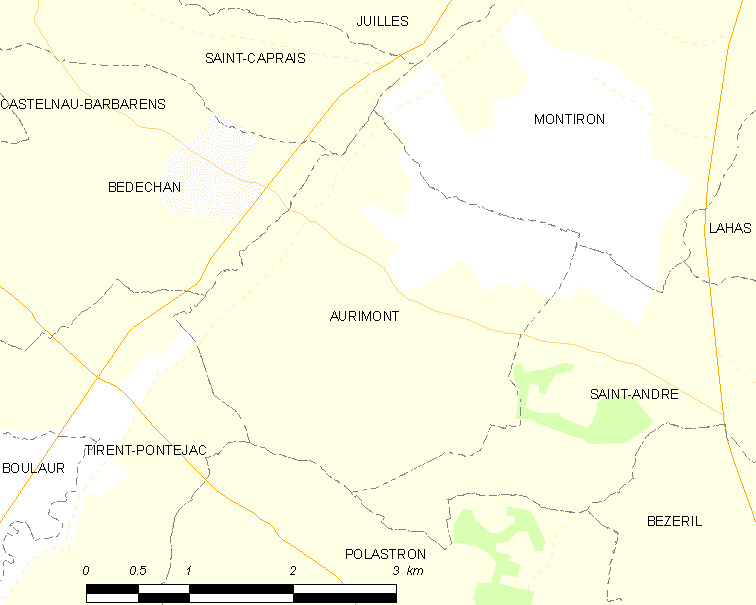
欧里蒙的OSM定位图

欧里蒙的时区为UTC+01:00、UTC+02:00（夏令时）。

## 行政
欧里蒙的邮政编码为32450，INSEE市镇编码为32018。

## 政治
欧里蒙所属的省级选区为阿斯塔拉克-日莫讷县。

## 人口

1962-2008年间欧里蒙人口变化图示

欧里蒙于2022年1月1日时的人口数量为215人。